# Wizard of Wor
A Wizard of Wor játéktermi játék, melyet a Midway Games fejlesztett és jelentetett meg 1980-ban. A játékot később Commodore 64-re és Atari 2600-ra is átírták. A játék nevét gyakran, helytelenül "Wizard of War"-nak mondják. A játék 2004-ben ismét megjelent a Midway Arcade Treasures 2 játék-válogatás részeként.

## Játékmenet
A Wizard of Wor egy akció-orientált játék, egy vagy két játékos számára. A játék szörnyek által ellepett, labirintusszerű kazamatákban játszódik. A játékos embereinek, az úgynevezett Worrioroknak az a célja, hogy minden szörnyet elpusztítsanak.
A játék pályái téglalap alakú, falakkal és folyosókkal ellátott labirintusok. Többjátékos módban az első játékos emberei sárga, a második játékos emberei pedig kék színűek.
A játék szörnyei a következők:
- Burwor: kék, sárkányszerű lény. 100 pontot ér.
- Garwor: sárga, Tyrannosaurus Rex-szerű lény. Képes láthatatlanná válni, de a radaron még látható marad. 200 pontot ér.
- Thorwor: piros, skorpiószerű lény. Ez a lény is képes láthatatlanná válni. 500 pontot ér.
- Worluk: rovarszerű lény. 1000 pontot ér.
- Wizard Of Wor: kék varázsló. 2500 pontot ér.

Alapesetben mindegyik pálya elején a labirintusok Burworokkal vannak tele. Az első pályán, ha a játékos kilövi az utolsó Burwort, egy Garwor jelenik meg. Ha a Garwort is kilövi, egy Thorwor jelenik meg. A második pályán, ha kilövi az utolsó előtti és utolsó Burwort, helyettük Garworok jelennek meg, és így tovább, míg a hatodik pályától már minden Burwor után jelenik meg Garwor és Thorwor (ugyanis minden pálya 6 Burworral indul). Minden labirintus jobb és bal oldalán található egy-egy ajtó, melyek össze vannak kapcsolva egymással, így az egyik ajtón belépve a Worriorok átjuthatnak a másik ajtóhoz. Ha az ajtókat használják, azok deaktiválódnak, így ezután egyszerű falként funkcionálnak. Bizonyos idő elteltével az ajtók ismét aktiválódnak. Az ajtókat a szörnyek és a Worriorok egyaránt használhatják.
A két játékos módban a játékosok le tudják lőni egymás embereit, melyért plusz pontokat kapnak (alapesetben 1000 pontot), és a másik játékos elveszti egy emberét. A játékosok egymásra irányított lövései kioltják egymást.
A Worluk és a Wizard of Wor csak speciális, bónusz pályákon jelennek meg, miután a játékos az utolsó Thorwort is lelőtte, és csak a második pályától kezdődően. Kétfajta bónusz pálya van, az egyik a Worluknak, a másik pedig a Wizard Of Wornak, mindkettőn az oldalsó ajtók folyamatosan aktívak.

### Worluk
A Worluk pályákon a Worriorok lassabban mozognak, mint normál esetben. Ha a Worluk elhagyja a pályát a jobb vagy bal oldali ajtón, akkor a Worluk elszökik és a bónusz pályát a játékos elvesztette. A Worluk nem tud lőni, láthatatlanná válni vagy teleportálni, viszont véletlenszerűen mozog az elágazásoknál.

### Wizard of Wor
A varázsló nem minden Worluk után jelenik meg, hanem körülbelül 1:7 eséllyel. Akkor is megjelenhet, ha a Worluk épp elszökött. Képes véletlenszerűen teleportálódni a pályán és lőni is tud. A Wizard akkor tud csak elszökni, ha a játékos (vagy ha ketten játszanak, valamelyik játékos) meghal, az oldalsó ajtókon nem.
A Worluk vagy a Wizard sikeres megölésekor a következő pálya Double Score Dungeon lesz, ami azt jelenti, hogy minden pontszám (beleértve a Worlukot és a Wizardot is, ha megjelenik) duplán számít.
Maga a Wizard of Wor egy kiborg (emberi arca van, de kezei és szemei robotszerűek) aki képes teleportálódni, valamint varázslattal támadni a játékos embereire. Látható lábai nincsenek.

## Érdekességek
A játék szerepel a Midway Arcade Treasures 2 játék-összeállításban, mely számos konzolra is megjelent.
A játékos a 7. pályáig Worrior megnevezést kap, utána Worlordot (és a 7. pályától a pályák is nehezebbek, kevesebb fallal).
Bár a pályák véletlenszerűen váltakoznak a játék során, két speciális, névvel ellátott pálya is van: a 4. szint ("THE ARENA") és a 13. szint ("THE PIT"). Az előbbinek egy nagy üres rész van a közepén, de az aréna alatt és tetején vannak védett helyek. Az utóbbi pályán egyáltalán nincsenek falak. Mindkét speciális pálya előtt egy-egy plusz életet kap a játékos.
Egyetlen dokumentált esetről tudunk, amikor egy egymással szemben álló párbaj során mindkét játékos karaktere meghalt a tűzpárbaj során, holott a lövéseknek végig ki kellett volna oltaniuk egymást. Egy feltételezés szerint a sprite-ok átfedésbe kerültek, így a lövedékek a két fegyver mögött keletkeztek, a másik játékos sprite-ján belül, így nem tudták kioltani egymást.
Commodore 64-en ismert bug, hogy ha az egyik játékos meghal és a pálya véget ér, még mielőtt a halálának az animációja befejeződne, a játék nem vonja le az életet. Ha a játékos úgy hal meg, hogy a másik játékos lövi le, a pontszámot ugyanúgy megadja a játék, de az élet nem veszik el. (Ha a Wizard öli meg a játékost, ez a bug nem lép életbe, mert a játékos halála a Wizard elszökésének a feltétele.)
Kevéssé ismert tény, hogy a Commodore 64-es verzió irányítható nemcsak a game portra kötött joystickokkal, hanem billentyűzettel is, bár az irányítás nem túl felhasználóbarát. Két játékos esetén a második játékos vezérlése kihatással van az első játékosra is, mivel a szóköz billentyűt nyomva kell tartani az irányításához, ami az első játékos tűzgombjával interferál.
| Tevékenység | Sárga játékos | Kék játékos |
| ----------- | ------------- | ----------- |
| Fel         | 1             | Szóköz + F1 |
| Le          | Balra nyíl    | Szóköz + Z  |
| Balra       | Control       | Szóköz + C  |
| Jobbra      | 2             | Szóköz + B  |
| Tűz         | Szóköz        | Szóköz + M  |

## Külső hivatkozások
- Wizard of Wor a Lemon 64 weboldalán
- Játékmenet videó az archive.org-on
- Játékmenet videó a YouTube-on
- Leírás a StrategyWikin
- javaScript Wizard Of Wor. Böngészőben játszható verzió.
- A két játékosnak sikerül lelőnie egymást, videó a YouTube-on (a link időkódos)